# 수자원기술
수자원기술 주식회사(水資源技術株式會社, Water Resources Engineering Corporation, WARECO)는 한국수자원공사의 댐발전설비 및 광역상수도시설에 대한 점검 · 정비 · 유지 · 보수업무를 수주하여 수행하며, 시설물의 수명연장과 안정화를 통하여 발주처가 각 가정에 안정적으로 전력과 용수를 공급 할 수 있도록 하는 기업이다. 2001년 설립되었으며, 현재는 해성옵틱스의 자회사이다. 경기도 성남시 수정구 위례서일로 10 (창곡동, 슈퍼스타타워 605호) 에 위치하고 있다.

## 사업장 현황
- 본사 : 경기도 성남시 수정구 위례서일로 10 (창곡동, 슈퍼스타타워) 605호
- 대전연구원 : 대전 유성구 유성대로 1184번길 55

## 같이 보기
- 해성옵틱스